# Церковь Святой Богородицы (Нидж)
Церковь Святой Богородицы (арм. Սուրբ Աստվածածին եկեղեցի), известная среди местного удинского населения как Булунская церковь (удин. Иъвел Марйами Нанай Булун Гергец) — армянская апостольская церковь XIX века в селе Нидж (Габалинский район), исторически обслуживавшая армянскую и удинскую общину верхнего квартала села. В настоящее время используется только удинской общиной.

## История
Церковь была построена в 1890-1892 годах на средства общины села, о чём свидетельствует сохранявшаяся до 2020 года армянская строительная надпись. Принадлежала Армянской апостольской церкви в составе Шемахинской епархии.
В 30 декабря 1928 году была закрыта советскими властями и использовалась как складское помещение.

## Современное состояние
В 2020 году церковь была отреставрирована Фондом Гейдара Алиева, в ходе чего были уничтожены некоторые армянские элементы, включая строительную надпись. Несмотря на попытки представить храм как "албанский", его армянское происхождение подтверждается архитектурными особенностями и историческими свидетельствами.
В настоящее время в церкви несколько раз в год проводятся богослужения Русской православной церкви для удинской общины, хотя формально она не принадлежит никакой конфессии.

## Архитектура
Храм представляет собой крестово-купольное сооружение размером 25,73×13,74 м, построенное из кирпича. Имеет два входа - с западной и южной сторон, восьмигранный барабан и двухэтажные притворы.

## Надписи
| Before 2020 | After 2020 | Original text | Translation |
| ----------- | ---------- | --- | --- |
|             |            | N/A | N/A |
|             |            | Ի 1890 Թ(ՎԻ)Ն ՍԿՍՈՒԵՑ ԱՅՍ ՆԻԺ ԳԻՒՂԻ ՎԵՐԻՆ ԹԱՂԻՍԱ(ՍՏՈՒԱ)ԾԱԾԻՆ ԵԿԵՂԵՑՒՈՑ ՇԻՆՈՒԹԻՒՆԸ ԱՍԱՐԱԿՈՒԹՅԱՆ ԾԱԽՔՈՎ ԱՒ(ԱՐ)Տ 189. Թ. | В 1890 году началось строительство сей церкви Святой Богородицы верхнего квартала села Нидж на средства общины. 189.../> |

После реставрации надпись была скрыта, что вызвало критику со стороны экспертов по сохранению культурного наследия.